# Bundesautobahn 5
Autostrada federală germană 5 (Bundesautobahn 5, abreviată BAB 5) – prescurtat Autobahn 5 (A 5) – este o autostradă germană cu o lungime de 440 de kilometri. Începând de la Hattenbacher Dreieck în landul Hessa, traversează regiunile metropolitane Rhein-Main și Rhein-Neckar, continuând spre sud până la Weil am Rhein, în landul Baden-Württemberg, la granița dintre Germania și Elveția. De asemenea, face parte dintr-un important coridor rutier nord-sud al Europei, care leagă Scandinavia de Marea Mediterană.
Traseul său se bazează în mare parte pe tronsonul sudic al așa-numitei HaFraBa (Hamburg-Frankfurt pe Main-Basel), o autostradă planificată în anii 1920 pentru a lega aceste orașe. Mari porțiuni ale acestui proiect au fost construite în anii 1930 ca Reichsautobahn. Construirea unei a doua rute între Darmstadt și Heidelberg, precum și extinderea de la Karlsruhe până la granița cu Elveția, la Basel, au fost realizate în anii 1960.
Odată cu introducerea sistemului de numerotare a autostrăzilor în 1975, traseul a primit denumirea actuală BAB 5 sau A 5. Anterior, timp de câțiva ani, făcuse parte din A 10, care lega Flensburg de Basel.
Autostrada face parte, de la nord la sud, din mai multe rute europene: E35, E40, E52, E54 și E451. În mare parte, de la Gießen până la granița cu Elveția, traseul său este paralel cu Bundesstraße 3 (B 3).

## Istorie
Ca parte centrală a autostrăzii Hansestädte–Frankfurt–Basel, planificată în detaliu încă din perioada Republicii de la Weimar, traseul a devenit un element esențial al programului național-socialist Reichsautobahn. Astfel, construcția primului tronson a început deja în 1933. Acest proiect a fost intens folosit în propagandă, fiind prezentat ca un simbol al succesului regimului nazist.
Până la izbucnirea celui de-al Doilea Război Mondial în 1939, partea nordică a autostrăzii fusese finalizată până la Karlsruhe și deschisă circulației.
După sfârșitul războiului, construcția a fost reluată în anii 1950, cu extinderea traseului de la Karlsruhe până la granița elvețiană, la Basel. Spre sfârșitul anilor 1960, a fost realizată și a doua conexiune directă între Darmstadt și Heidelberg, cunoscută sub numele de Main-Neckar-Schnellweg.

### Primele planificări
Primele planuri pentru drumuri destinate exclusiv traficului auto individual au apărut odată cu progresul motorizării în anii 1920. Unul dintre cele mai importante proiecte a fost șoseaua rapidă concepută de asociația HaFraBa e. V. (Asociația pentru construirea unei șosele destinate traficului auto rapid de la Hamburg, prin Frankfurt pe Main, până la Basel), fondată la sfârșitul anului 1926. Mai târziu, începând cu aproximativ 1928, s-a prevăzut și o conexiune prin rute secundare către orașele Lübeck și Bremen (abrevierea HaFraBa a fost astfel reinterpretată, în mai 1928, ca Asociația pentru pregătirea autostrăzii Hansestädte–Frankfurt–Basel). În același timp, traseul principal urma să continue prin Elveția, trecând prin Zürich și Lugano, ajungând în Italia, unde urma să se extindă prin Milano până la Genova.
Din cauza lipsei de sprijin din partea autorităților de stat, s-a luat în considerare finanțarea proiectului prin taxe de utilizare (taxă de trecere). În cele din urmă, asociația a elaborat un plan pentru o rețea națională germană de drumuri rapide, care includea deja multe dintre conexiunile realizate ulterior. Începând din 1929, în locul termenului uzual anterior Nur-Autostraße, a fost introdus termenul Autobahn, conceput de Otzen.
Deși NSDAP s-a opus inițial în Reichstag proiectelor de construcție a drumurilor („șosele de lux pentru cei bogați”), această poziție s-a schimbat rapid după preluarea puterii de către Adolf Hitler în 1933. Totuși, motivația principală nu era dezvoltarea infrastructurii, ci utilizarea construcției de noi drumuri ca pretext propagandistic pentru a combate șomajul ridicat din acea perioadă. Astfel, naziștii au redenumit asociația HaFraBa în GEZUVOR („Gesellschaft zur Vorbereitung der Reichsautobahnen e. V.” – Societatea pentru pregătirea autostrăzilor Reichului) și au promovat planul de a construi anual 1000 km de Reichsautobahnen.
Pentru a susține ideea că autostrada era o invenție nouă a regimului nazist, autostrada Köln–Bonn a fost retrogradată la statutul de șosea națională.

### Construcția Reichsautobahn (1933–1940)

#### Tronson: Frankfurt–Darmstadt(–Mannheim)
Odată cu ceremonia de inaugurare oficială pe 23 septembrie 1933, în prezența lui Adolf Hitler, a fost lansată construcția primei Reichsautobahn, tronsonul 34, care lega Frankfurt am Main de Darmstadt și Mannheim, incluzând și o conexiune transversală către Heidelberg. Evenimentul a avut loc pe malul sudic al râului Main, în cartierul Frankfurt-Niederrad, ca parte a ceea ce naziștii au numit „prima bătălie a muncii” (Erste Arbeitsschlacht).
Primele lucrări efective, cum ar fi construcția podului peste Main, începuseră deja în iulie 1933. După doar 20 de luni de construcție, tronsonul Frankfurt–Darmstadt a fost inaugurat pe 19 mai 1935, devenind prima autostradă finalizată în timpul regimului nazist. Ulterior, segmentul Darmstadt–Mannheim (astăzi parte din autostrăzile federale A67 și A6) a fost deschis pe 3 octombrie 1935.
Pentru a susține propaganda privind crearea locurilor de muncă, utilizarea utilajelor de construcții a fost inițial interzisă, astfel încât toate lucrările de terasament au fost realizate manual. Doar pentru compactarea straturilor carosabilului au fost folosite ulterior rulouri cu abur, iar pentru turnarea betonului s-au utilizat finisoare rutiere.
După ceremonia inaugurală, pe șantier lucrau aproximativ 700 de muncitori, însă doar 450 dintre aceștia fuseseră angajați recent. În perioadele de vârf, în zona de acțiune a Oberste Bauleitung Kraftfahrbahnen Frankfurt (OBK) erau implicați aproximativ 7000 de muncitori. Cu toate acestea, aceste cifre erau nesemnificative în raport cu rata ridicată a șomajului din acea perioadă.
Autostrada nu fusese concepută în principal pentru traficul individual, care era încă foarte limitat la acea vreme, ci mai degrabă pentru camioane și autobuzele rapide ale Deutsche Reichsbahn, care circulau pe ruta Frankfurt–Darmstadt–Mannheim–Heidelberg. Aceste autobuze operau șase curse zilnice în ambele direcții între Frankfurt și Darmstadt.
Traseul autostrăzii se baza pe planificarea detaliată a rutei HaFraBa, care era gata pentru construcție încă din 1932. Acest proiect a fost preluat fără modificări de Fritz Todt, numit în iulie 1933 Inspector General pentru Infrastructura Rutieră, responsabil pentru construcția Reichsautobahnen.
O trăsătură distinctivă a tronsonului dintre Frankfurt și Darmstadt este linia dreaptă perfectă prin Frankfurter Stadtwald și Hessischer Staatswald, traseul fiind proiectat ca cea mai scurtă legătură între cele două orașe.
Lățimea totală a drumului era de 20 de metri, fiecare sens având 7,50 metri lățime, fără bandă de urgență, iar mediana avea 5 metri. Structura carosabilului era variată, incluzând beton, pavaj și bitum, cu grosimi diferite, deoarece s-a dorit testarea diverselor tipuri de suprafețe rutiere.
Capătul nordic al tronsonului (Frankfurt-Süd) era situat în zona actualului Frankfurter Kreuz, iar nodul rutier Darmstadt, care marca tranziția între cele două secțiuni de construcție, corespunde astăzi B 26.
Pe acest segment existau doar două noduri de acces:
- Mörfelden, între Frankfurt și Darmstadt
- Lorsch, între Darmstadt și Mannheim

Încă din faza de planificare a HaFraBa, era prevăzută o ramificație sud-vestică de la Frankfurt, destinată unei rute către Wiesbaden. În cadrul construcției Reichsautobahnen, în acest loc a fost planificată o intersecție de autostrăzi cu tronsonul Regiunea Ruhr–Frankfurt–Nürnberg.
În timp ce segmentul venind dinspre vest până la Wiesbaden a fost finalizat și deschis circulației chiar înainte de izbucnirea războiului, lucrările de defrișare și construcția podurilor în zona nodului rutier erau deja în desfășurare din 1939.
Forma intersecției a fost inspirată de intersecția de autostrăzi Schkeuditz, construită în 1936 lângă Leipzig, și s-a optat pentru o configurație de tip „trifoi” (Kleeblatt-Kreuz).
Acest nod rutier planificat a fost conceput ca o infrastructură pregătitoare pentru dezvoltarea transportului aerian cu dirijabile, promovat intens de regimul nazist. Deși încă din anii 1920 se avea în vedere relocarea primului aeroport al Frankfurtului din zona Rebstock în afara orașului, acest proiect a fost abandonat din motive financiare.
În ianuarie 1934, la vest de șantierul autostrăzii, au început lucrările de defrișare și amenajare a unei suprafețe de aproximativ 300 ha în pădurea situată la sud-vest de intersecție, destinate construirii unui aeroport și port pentru dirijabile. Acest nou aeroport, numit Flug- und Luftschiffhafen Rhein-Main, a fost inaugurat oficial în iulie 1936 sub denumirea de „aeroport mondial” (Weltflughafen).
Aeroportul a primit propria sa ieșire de autostradă, cunoscută astăzi sub numele de AS Zeppelinheim. Din Flug- und Luftschiffhafen Rhein-Main s-a dezvoltat ulterior actualul Aeroport Frankfurt Main, cel mai mare aeroport din Germania.
Pe partea estică a fostei ieșiri Darmstadt, în 1936, a fost construită prima stație de alimentare de autostradă din Germania. Aceasta includea, de asemenea, o stație de oprire pentru autobuzul rapid Frankfurt–Mannheim.
Datorită traseului drept și lung, precum și a lățimii relativ mari a carosabilului pentru standardele epocii, acest segment de autostradă părea potrivit pentru stabilirea de recorduri de viteză, evenimente care au fost utilizate și în propaganda nazistă.
Pe 25 octombrie 1937, pilotul Bernd Rosemeyer a stabilit aici un record de viteză, atingând 406,32 km/h.
Însă, în timpul unei noi tentative de record, pe 28 ianuarie 1938, Rosemeyer a suferit un accident mortal la nivelul ieșirii Mörfelden. La o viteză de aproximativ 430 km/h, mașina sa s-a răsturnat de mai multe ori, iar pilotul și-a pierdut viața.
Astăzi, în apropierea acestui loc, în parcarea „Bornbruch/West”, situată la sud de ieșirea Langen/Mörfelden, se află un memorial dedicat lui Bernd Rosemeyer.

#### (Göttingen–) Bad Hersfeld–Frankfurt
Construcția primului tronson al continuării autostrăzii de la Frankfurt spre Gießen a început oficial pe 20 decembrie 1935. Acest segment, desemnat Strecke 30, se baza în mare parte pe planificarea HaFraBa.
După aproximativ un an de lucrări, autostrada a fost inaugurată pe 7 decembrie 1936, inițial până la Bad Nauheim. Deși segmentele principale ale traseului erau finalizate încă din septembrie 1936, deschiderea oficială a fost amânată din cauza ploii abundente din timpul verii, ceea ce a necesitat lucrări suplimentare de drenaj.
Extinderea autostrăzii de la Bad Nauheim spre Oppenrod, lângă Gießen, a fost deschisă circulației pe 17 octombrie 1937.
În vestul Frankfurtului, pe traseul autostrăzii existau ieșiri la Bad Homburg și Friedberg.
Inițial, ieșirea Bad Homburg era concepută ca o simplă rampă de acces și ieșire, conectând autostrada la rețeaua rutieră secundară printr-un drum de legătură spre centrul orașului Bad Homburg.
În anii 1960, această ieșire a fost transformată într-un nod rutier de tip trifoi (Kleeblatt-Kreuz), pentru a permite conexiunea cu ocolitoarea nordică a Frankfurtului, parte din actuala autostradă A661. La proiectarea noului nod rutier, pe partea vestică, s-a păstrat traseul drumului de legătură construit în anii 1930.
Ieșirea de vest a Frankfurtului purta denumirea de Frankfurt-Nord și era configurată ca o intersecție de tip trifoi, similară unui nod de autostradă, conectând autostrada cu șoseaua rapidă Frankfurt–Höchst.
În mai 1937, în sectorul nord-vestic al acestui nod rutier a fost inaugurată o stație de alimentare pentru autostradă, similară celei construite anterior la Darmstadt.
Odată cu transformarea completă a șoselei rapide Frankfurt–Höchst într-o autostradă, în anii 1970, această ieșire a fost, la rândul său, reconfigurată într-un nod rutier de autostradă.
Comparativ cu traseul Frankfurt–Darmstadt, această porțiune de autostradă prezintă un traseu mai adaptat reliefului natural. Acest aspect era deliberat și făcea parte din propaganda nazistă, care combina realizările în domeniul construcției de drumuri cu o punere în scenă a „patriei germane” (Deutsche Heimat).
Astfel, în loc să urmeze un traseu paralel cu șoseaua națională existentă și cu linia feroviară de-a lungul Văii Nidda, între Bad Homburg și Friedberg, autostrada a fost trasată prin munții Taunus, pe versantul estic al Steinkopf, la aproximativ un kilometru mai la vest.
Această alegere oferea perspective panoramice deliberate:
- Spre nord, se deschide o vedere asupra câmpiei Wetterau
- Spre sud, se oferă o panoramă asupra regiunii Frankfurt.

Între Gießen și Bad Hersfeld, lucrările de construcție au început în 1936, fiind precedate de defrișări de mari dimensiuni.
Din motive atât tehnice, cât și legate de punerea în scenă a peisajului, traseul planificat inițial de HaFraBa e. V., care urma să treacă prin Marburg spre Kassel, nu a fost adoptat. În schimb, autostrada a fost deviată peste culmile Knüllgebirge, având ca punct de referință Bad Hersfeld.
Pentru a sprijini lucrările de construcție, la Reiskirchen a fost amenajat un lagăr de barăci destinat muncitorilor angajați la proiect.
Segmentul dintre Göttingen și Kassel a fost finalizat în mai multe etape pe parcursul anului 1937 (pentru detalii suplimentare, vezi Autobahnbau in Nordhessen (1933–1945)).
La Hattenbach, era prevăzută o ramificație către Würzburg (Strecke 46), anticipând intersecția care va deveni mai târziu Hattenbacher Dreieck.
Pe 4 decembrie 1938, a fost inaugurat segmentul dintre Oppenrod și Alsfeld, ceea ce a permis circulația continuă pe un traseu complet de autostradă între Göttingen, Kassel, Gießen, Frankfurt, Mannheim, Heidelberg și Karlsruhe.
La Rimberg, la est de Alsfeld, pe vârful care reprezintă cel mai înalt punct al întregului traseu HaFraBa, era planificată o zonă de odihnă. Totuși, din cauza izbucnirii celui de-Al Doilea Război Mondial, aceasta nu a mai fost realizată la acea vreme. Actualul han rutier (Rasthaus Rimberg) a fost construit ulterior, în 1950.

#### Extinderea spre sud: Heidelberg–Karlsruhe
În mijlocul anilor 1930, pe această secțiune a traseului HaFraBa, a fost demarată construcția sub denumirea de Strecke 35. Aceasta se ramifica la vest de Heidelberg din legătura transversală Mannheim–Heidelberg, continuând spre sud, în direcția Karlsruhe.
Segmentul dintre Heidelberg și Bruchsal a fost inaugurat pe 27 septembrie 1936, în aceeași zi cu tronsonul Frankfurt–Bad Nauheim și alte secțiuni de autostradă. Ceremonia de inaugurare a avut loc la capătul sudic al autostrăzii, în Bruchsal, și a fost marcată de propaganda nazistă, care anunța finalizarea a 1000 km de Reichsautobahn.
Ziarul „Hakenkreuzbanner” a lăudat construcția autostrăzii, susținând că nu s-au efectuat exproprieri forțate pentru traseu. În realitate, lucrările au fost însoțite de un proces de reorganizare funciară (Flurbereinigung), ceea ce a facilitat utilizarea terenurilor necesare.
Extinderea autostrăzii de la Bruchsal spre Karlsruhe a fost deschisă circulației pe 1 octombrie 1937.
La Bruchsal, pe partea estică a autostrăzii, și la Karlsruhe, pe partea vestică, au fost construite stații de alimentare pentru autostradă
În anii 1970, aceste facilități au fost demolate.
Deși până la al Doilea Război Mondial exista o legătură continuă de autostradă de la Göttingen până la Karlsruhe, aceasta nu forma încă un traseu neîntrerupt – tronsonul care venea din nord se intersecta cu ruta Mannheim–Heidelberg, de la care, câțiva kilometri mai la est, se ramifica tronsonul care continua spre sud. Abia la sfârșitul anilor 1960, odată cu construirea autostrăzii Bergstraße, a apărut legătura continuă de astăzi între Frankfurt și Karlsruhe.

### După al Doilea Război Mondial
După ce lucrările la autostrăzile Reichului au fost în mare parte oprite începând cu 1940 și complet suspendate în 1943, reluarea construcției a început treptat în nou-înființata Republică Federală Germania în cursul anilor 1950, odată cu creșterea motorizării ca urmare a miracolului economic. Inițial, eforturile s-au concentrat pe repararea structurilor distruse de război, apoi pe continuarea construcției unor tronsoane deja începute înainte de război. În anii 1960 au fost construite primele autostrăzi complet noi.

#### Karlsruhe–Weil am Rhein (1955–1963)
În anii 1950 și 1960, autostrada de la Karlsruhe a fost extinsă treptat spre sud. Odată cu adoptarea Legii privind finanțarea transporturilor din 1955, creșterea taxei pe produse petroliere a oferit guvernului federal mai multe resurse financiare pentru construcția de drumuri, ceea ce a permis reluarea multor proiecte de autostrăzi întrerupte din cauza celui de-al Doilea Război Mondial.
În principiu, construcția a început secvențial, mai întâi de la nord spre sud, iar apoi de la Weil am Rhein spre nord, astfel încât, până în 1962, ultima breșă la nord de Freiburg a fost închisă. În anul următor, capătul sudic al autostrăzii a ajuns la Weil am Rhein, chiar înainte de granița cu Elveția.
Pe primul tronson, între nodul rutier Ettlingen (numit atunci Ettlingen/Karlsruhe-Rüppurr) și un racord provizoriu la B 3 lângă Bruchhausen, lucrările au fost reluate în iulie 1954. Banda de circulație pe direcția est a tronsonului de 6 km a fost deschisă traficului pe 18 decembrie 1954, iar banda pe direcția vest a urmat abia un an mai târziu, pe 13 decembrie 1955.
Tronsonul Bruchhausen–Baden-Baden a fost finalizat în 1956, iar extinderea până la Bühl a fost deschisă circulației pe 15 decembrie 1958. În 1959, au urmat tronsoanele Bühl–Achern (dat în exploatare pe 11 decembrie 1959) și Müllheim/Neuenburg–Märkt (deschis pe 19 decembrie 1959).
În timpul construcției tronsonului dintre Neuenburg și Märkt, mai multe localități și-au pierdut accesul la Rin din cauza spațiului limitat. La Rheinweiler, întregul centru al satului a fost chiar demolat pentru a face loc autostrăzii. Traseul trece aici pe versantul unui deal, având carosabile situate la înălțimi diferite, sprijinite pe ziduri de susținere și fără benzi de urgență.
Un myriameterstein (piatră de măsurare a distanței de 10 km) ridicat în 1863 de Comisia Centrală pentru Navigația pe Rin a trebuit să fie mutat pentru a face loc autostrăzii. După ce a fost păstrat mai bine de o jumătate de secol de către serviciul de întreținere a autostrăzii din Efringen-Kirchen, acesta a fost reinstalat în octombrie 2012 la parcarea Fischergrund.
Pe 24 mai 1960, a fost deschis traficului tronsonul Achern–Appenweier, urmat câteva luni mai târziu, pe 1 octombrie 1960, de tronsonul Appenweier–Offenburg. Pe 1 august 1961, au fost date în exploatare alte două segmente ale autostrăzii, între Offenburg și Lahr, precum și între Freiburg-Sud (numit atunci nodul rutier Tiengen) și Neuenburg. Pe 24 noiembrie 1961, a urmat tronsonul Lahr–Riegel.
Odată cu finalizarea ultimului segment dintre Riegel și Freiburg-Sud, începând cu 20 iulie 1962, autostrada devenise complet funcțională, permițând o circulație neîntreruptă de la Karlsruhe până la Märkt, în apropiere de Weil am Rhein. O extensie de 3 km de la Märkt până la capătul provizoriu al autostrăzii din Weil am Rhein, situat chiar înainte de granița cu Elveția, a fost inaugurată pe 11 iulie 1963.

#### Darmstadt–Heidelberg (1967–1970)
Construcția unei a doua autostrăzi pe axa nord-sud între regiunile Rhein-Main și Rhein-Neckar a fost planificată încă de la sfârșitul anilor 1950. Primele discuții între ministerele transporturilor din Hessa și Baden-Württemberg au avut loc în 1956. Această nouă rută a fost concepută în principal pentru a decongestiona vechea autostradă HaFraBa dintre Frankfurt și Mannheim, fiind proiectată conform standardelor moderne, cu benzi de urgență și un profil transversal mai larg.
Autostrada Frankfurt–Darmstadt–Mannheim, construită în 1935, era încă în mare parte în starea sa originală, având două benzi pe sens, fără benzi de urgență, și înregistra deja în acel moment un trafic mediu zilnic de peste 40.000 de vehicule, fiind astfel cea mai circulată autostradă din Germania.
Prin traseul său, care se desprindea de autostrada Köln–Frankfurt la nord-est de Rüsselsheim, trecând prin Darmstadt, Bensheim și Weinheim până la Heidelberg, noua autostradă permitea, de asemenea, evitarea nodului rutier Frankfurt pentru traficul venind din direcția Köln.
Lucrările la această șosea rapidă Main-Neckar, numită și linia Bergstraße, au început în 1965 pe teritoriul landului Hessa, între Darmstadt și Weinheim, iar în 1966 pe teritoriul landului Baden-Württemberg, între Weinheim și Heidelberg. Obiectivul era ca autostrada să fie complet finalizată până în vara anului 1970.
Primul tronson al autostrăzii, între nodurile Pfungstadt și Zwingenberg, a fost deschis traficului deja în 1967. Un an mai târziu, au urmat segmentele dintre Darmstädter Kreuz și nodul Pfungstadt, precum și între Zwingenberg și nodul Weinheim.
Ceremonia oficială de inaugurare a tronsonului de 37 km dintre Darmstadt și Weinheim a avut loc pe 23 august 1968, atât la capătul nordic, cât și la cel sudic al noii porțiuni de autostradă. La eveniment au fost prezenți Rudi Arndt, ministrul economiei și transporturilor din landul Hessa, la capătul nordic, și Georg Leber, ministrul federal al transporturilor la acea vreme, la capătul sudic.
Odată cu construcția Darmstädter Kreuz, nodul de legătură cu B 26 dintre Darmstadt și Griesheim a fost desființat. Acesta a fost înlocuit printr-o legătură transversală către centrul orașului Darmstadt, care corespunde în prezent autostrăzii BAB 672.
De asemenea, stația de alimentare integrată în ieșirea originală a fost eliminată. În locul acesteia, în anii 1960, a fost construită zona de servicii Gräfenhausen, situată la nord de Weiterstadt.
Ultimul tronson lipsă între Weinheim și Heidelberg a fost finalizat în 1970 și deschis traficului în două etape.
Începând cu 26 iunie, circulația spre sud a fost permisă pe carosabilul vestic, însă doar pe 31 iulie a fost deschisă și carosabilul estic, permițând astfel traficul și în direcția nord.
Această deschidere etapizată a fost un compromis față de Ministerul Federal al Transporturilor, pentru a permite călătorilor din sezonul estival să folosească noul tronson mai devreme pe sensul spre sud. În această perioadă de tranziție, traficul spre nord a fost redirecționat temporar pe vechea rută dintre Mannheim și Viernheim/Weinheim.
Tronsonul dintre Darmstadt și Heidelberg, cu o lungime totală de aproape 53 km, este împărțit între Hessa (28,8 km) și Baden-Württemberg (24 km). Până la reorganizarea numerotării autostrăzilor în 1975, acest traseu, de la Mönchhof-Dreieck până la Kreuz Heidelberg, era desemnat intern ca A 81.
Costurile totale ale construcției s-au ridicat la aproape 300 milioane de mărci germane (DM), din care 115 milioane DM pentru tronsonul din Hessa și 180 milioane DM pentru cel din Baden-Württemberg. Costurile mai ridicate pentru tronsonul din Baden-Württemberg s-au datorat prețurilor mai mari ale terenurilor, precum și construcției podului de 400 m peste Neckar între Dossenheim și Wieblingen, care a costat 11 milioane DM.
Conform Ministerului Federal al Transporturilor, odată cu finalizarea tronsonului nordic până la Weinheim în 1968, vechea autostradă Frankfurt–Mannheim fusese deja decongestionată cu 40 %.

#### Weil am Rhein – granița elvețiană (1980)
Traseul autostrăzii în zona Weil am Rhein fusese inițial planificat, în perioada Reichsautobahn sub regimul național-socialist, ceva mai la est. Conform acestui plan, autostrada urma să treacă pe sub gara de mărfuri și să aibă punctul de trecere a frontierei la Riehen.
Până la finalizarea punctului vamal germano-elvețian comun în 1980, capătul provizoriu al autostrăzii sudice se afla pe drumul principal dintre Weil am Rhein și Friedlingen, situat puțin la sud de actuala vamă și la doar câteva sute de metri de granița cu Elveția.
Pe partea elvețiană, primul tronson al autostrăzii A 2, cunoscută atunci sub numele de șoseaua națională N 2, a fost deschis în 1969 în zona urbană a Baselului. Acesta includea segmentul la est de nodul Basel-St. Jakob, care continua spre Rheinfelden. Restul variantei de ocolire estică a centrului Baselului a fost construit treptat în anii 1970.
Planul de a conecta cele două autostrăzi și de a crea un punct de frontieră pe autostradă în zona Basel/Weil am Rhein a devenit concret în 1978, odată cu semnarea unui acord între Republica Federală Germania și Confederația Elvețiană privind reglementarea unor aspecte legate de granița pe noul traseu.
Acordul prevedea construcția unei zone vamale comune pentru autoritățile vamale germane și elvețiene, situată în întregime pe teritoriul german. În schimb, viaductul de aproximativ 1,5 km care traversează frontiera a fost construit conform normelor elvețiene.
Zona vamală a devenit operațională pe 14 iunie 1980, într-o primă etapă de dezvoltare. În aceeași zi, a fost deschis tronsonul de legătură germano-elvețian între BAB 5 și autostrada elvețiană A 2 (cunoscută atunci sub numele de N 2).
Traseul realizat urmează, la sud de zona vamală, fosta rută provizorie de acces, continuând apoi spre sud peste un viaduct suprateran, pe care este traversată granița de stat. Autostrada se conectează la rețeaua urbană a Baselului în cartierul Kleinhüningen, unde face joncțiunea cu autostrada urbană a Baselului (Osttangente).
O extindere a zonei vamale a fost pusă în funcțiune pe 3 ianuarie 1983. Acest complex, care se întinde pe aproximativ 35 ha, este situat în întregime pe teritoriul german, dar este operat în comun de către vama germană și cea elvețiană, conform unor acorduri bilaterale.
Datorită densității ridicate a construcțiilor din zona urbană a Baselului, nu a fost posibilă amenajarea unei părți a complexului vamal pe teritoriul elvețian, o situație similară cu cea a multor alte puncte de frontieră.
În plus, în ambele sensuri de circulație, imediat după punctul vamal, se află o zonă de servicii. Cea situată pe sensul spre Basel se numește Schweizer Raststätte Basel-Weil (semnalizată pe indicatoare ca CH-Raststätte Basel-Weil/Rhein) și este operată ca o unitate auxiliară conform art. 6 din Regulamentul elvețian privind drumurile naționale, deși se află în afara teritoriului elvețian.
Această particularitate permite, de exemplu, vânzarea de băuturi alcoolice în magazinul stației de alimentare (operat de Migrolino, un lanț elvețian), lucru care nu ar fi permis pe teritoriul Elveției, conform legislației naționale.

### Introducerea denumirii Bundesautobahn 5
La 1 ianuarie 1975, a fost introdus un nou sistem uniform de numerotare pentru autostrăzile din Republica Federală Germania și Berlinul de Vest.
Anterior, se utilizau doar numerotări interne, iar pe indicatoarele rutiere erau afișate exclusiv numerele drumurilor europene care treceau pe respectivele trasee. Însă, pentru a facilita orientarea, s-a decis introducerea unei numerotări naționale oficiale.
Un sistem propus anterior în Planul de Necesitate pentru Drumurile Federale 1971–1985, care prevedea atribuirea numerelor A 1 – A 6 pentru autostrăzile ramificate din Berliner Ring, nu a fost adoptat, în principal din cauza divizării Germaniei la acea vreme.
Conform acelui plan, numărul A 5 ar fi fost atribuit autostrăzii Berlin–Frankfurt/Oder, situată în RDG la acea vreme, ceea ce corespunde în prezent autostrăzii federale A 12, care duce până la granița cu Polonia.
Odată cu introducerea sistemului de numerotare actual, care atribuie numere cu o singură cifră celor mai importante rute de trafic de lungă distanță – multe dintre acestea planificate încă din perioada Republicii de la Weimar –, traseul de la Gießen, iar mai târziu de la Hattenbacher Dreieck până la Basel, a fost redenumit Bundesautobahn 5 (A 5).
În sistemul anterior, această rută făcea parte din autostrada Flensburg–Basel, desemnată atunci ca A 10. În prezent, tronsonul dintre Flensburg și Hattenbacher Dreieck aparține autostrăzii A 7, care este cea mai lungă autostradă din Germania.
Între Darmstadt și Heidelberg, autostrada A 5 a fost trasată pe ruta Main-Neckar-Schnellweg, deoarece aceasta oferă o continuitate naturală către Basel.
Vechea autostradă dintre Darmstadt și Mannheim, construită în anii 1930, a fost reclasificată ca A 67, la fel ca și tronsonul dintre Mönchhof-Dreieck și Darmstädter Kreuz.
Prin schimbarea traseului între cele două autostrăzi la Darmstädter Kreuz, s-a eliminat suprapunerea numerotării cu A 6 în zona Mannheim, ceea ce a permis o clarificare a rețelei rutiere federale.

## Traseu
| Traseul autostrăzii                                   | |                    |
| Sistem de gestionare a traficului                     | |                    |
| 1 Hattenbacher Dreieck-est                            | Nod rutier între BAB 7 și BAB 5                                                                               | BAB 7 E 40 E 45    |
| 1 Hattenbacher Dreieck-vest                           | Nod rutier între BAB 7 și BAB 5                                                                               | BAB 7 E 40 E 45    |
|                                                       | Parcare: Barnholz (sens Weil am Rhein -> Niederaula).                                                         |                    |
|                                                       | Zonă de servicii: Rimberg (sens Niederaula -> Weil am Rhein).                                                 |                    |
|                                                       | Parcare: Frohnkreuz (sens Niederaula -> Weil am Rhein).                                                       |                    |
|                                                       | Zonă de servicii: Berfa (sens Niederaula -> Weil am Rhein).                                                   |                    |
|                                                       | Parcare: Eifa (sens Weil am Rhein -> Niederaula).                                                             |                    |
| 2                                                     | Oraș deservit: Alsfeld-est.                                                                                   | B 62               |
|                                                       | Pod linia feroviară Gießen–Fulda (60 m).                                                                      |                    |
| 3                                                     | Oraș deservit: Alsfeld-vest.                                                                                  | B 49 Autohof       |
|                                                       | Parcare: Dottenberg / Krachgarten (în ambele sensuri).                                                        |                    |
| 4 Dreieck Ohmtal                                      | Nod rutier între BAB 49 și BAB 5                                                                              | BAB 49             |
| 5                                                     | Oraș deservit: Gemünden-Nieder-Gemünden.                                                                      |                    |
| 6                                                     | Oraș deservit: Homberg.                                                                                       | Autohof            |
|                                                       | Parcare: Finkenwald / Heg-Berg (în ambele sensuri).                                                           |                    |
| 7                                                     | Oraș deservit: Grünberg.                                                                                      |                    |
|                                                       | Zonă de servicii: Reinhardshain (în ambele sensuri).                                                          |                    |
| 8 Reiskirchener Dreieck                               | Nod rutier între BAB 480 și BAB 5                                                                             | BAB 480 E 40 E 451 |
| 9                                                     | Oraș deservit: Reiskirchen.                                                                                   | B 49               |
|                                                       | Pod linia feroviară Gießen–Fulda.                                                                             |                    |
| 10                                                    | Oraș deservit: Fernwald.                                                                                      | B 457              |
|                                                       | Pod linia feroviară Lahn-Kinzig (50 m).                                                                       |                    |
|                                                       | Zonă de servicii: Limes cu stație de încărcare electrică (în ambele sensuri).                                 |                    |
| 11 Gambacher Kreuz                                    | Nod rutier între BAB 45 și BAB 5                                                                              | BAB 45 E 41        |
| 12                                                    | Oraș deservit: Butzbach.                                                                                      |                    |
| 13                                                    | Oraș deservit: Bad Nauheim.                                                                                   | B 3                |
| 14                                                    | Oraș deservit: Ober-Mörlen.                                                                                   | B 275              |
|                                                       | Pod peste râul Usa.                                                                                           |                    |
|                                                       | Zonă de servicii: Wetterau (în ambele sensuri).                                                               |                    |
| 15                                                    | Oraș deservit: Friedberg-Ockstadt (sens Weil am Rhein -> Niederaula).                                         |                    |
| 16                                                    | Oraș deservit: Friedberg.                                                                                     | B 455              |
|                                                       | Pod peste pârâul Erlenbach.                                                                                   |                    |
|                                                       | Parcare: Spießwald / Schäferborn (în ambele sensuri).                                                         |                    |
| 17 Bad Homburger Kreuz                                | Nod rutier între BAB 661 și BAB 5                                                                             | BAB 661            |
|                                                       | Pod peste râul Urselbach (320 m).                                                                             |                    |
|                                                       | Zonă de servicii: Taunusblick (sens Niederaula -> Weil am Rhein).                                             |                    |
|                                                       | Pod (50 m).                                                                                                   |                    |
| 18 Nordwestkreuz Frankfurt                            | Nod rutier între BAB 60 și BAB 5                                                                              | BAB 60             |
|                                                       | Pod peste râul Nidda.                                                                                         |                    |
| 19 Westkreuz Frankfurt                                | Nod rutier între BAB 648 și BAB 5                                                                             | BAB 648            |
| Ieșire                                                | Oraș deservit: Frankfurt pe Main-Neufeld (sens Niederaula -> Weil am Rhein).                                  |                    |
| Ieșire                                                | Oraș deservit: Frankfurt pe Main-Rebstock (sens Weil am Rhein -> Niederaula).                                 |                    |
|                                                       | Pod (50 m).                                                                                                   |                    |
|                                                       | Pod linia feroviară Main-Lahn (120 m).                                                                        |                    |
| 20                                                    | Oraș deservit: Frankfurt pe Main-Westhafen.                                                                   |                    |
|                                                       | Pod peste râul Main (314 m).                                                                                  |                    |
| 21                                                    | Oraș deservit: Frankfurt pe Main-Niederrad (nord).                                                            |                    |
| 21                                                    | Oraș deservit: Frankfurt pe Main-Niederrad (sud) (sens Niederaula -> Weil am Rhein).                          |                    |
| 22                                                    | Oraș deservit: Frankfurt pe Main-Flughafen, Aeroportul Frankfurt Main.                                        | B 43               |
| 22 Frankfurter Kreuz                                  | Nod rutier între BAB 3 și BAB 5                                                                               | BAB 3 E 42         |
| Sistem de gestionare a traficului                     | |                    |
| 23                                                    | Oraș deservit: Neu-Isenburg-Zeppelinheim.                                                                     |                    |
| 23                                                    | Oraș deservit: Neu-Isenburg-Zeppelinheim (sud), Aeroportul Frankfurt Main (sens Weil am Rhein -> Niederaula). |                    |
|                                                       | Pod linia feroviară Ried (50 m).                                                                              |                    |
|                                                       | Parcare: Steingrund / Kaiserstein (în ambele sensuri).                                                        |                    |
| 24                                                    | Orașe deservite: Langen / Mörfelden-Walldorf.                                                                 | B 486              |
|                                                       | Parcare: Bornbruch (în ambele sensuri).                                                                       |                    |
|                                                       | Zonă de servicii: Gräfenhausen (în ambele sensuri).                                                           |                    |
|                                                       | Parcare: Brühlgraben / Täubcheshöhle (în ambele sensuri).                                                     |                    |
| 25                                                    | Oraș deservit: Weiterstadt.                                                                                   | B 42               |
| 26 Darmstädter Nordkreuz                              | Nod rutier între BAB 672 și BAB 5                                                                             | BAB 672            |
| Sistem de gestionare a traficului                     | |                    |
| 26 Darmstädter Kreuz                                  | Nod rutier între BAB 67 și BAB 5                                                                              | BAB 67 E 35 E 451  |
|                                                       | Pod linia feroviară Frankfurt am Main–Heidelberg (50 m).                                                      |                    |
| 27                                                    | Oraș deservit: Darmstadt-Eberstadt.                                                                           | B 3 B 426          |
|                                                       | Parcare: Rolandshöhe (sens Niederaula -> Weil am Rhein).                                                      |                    |
| Sistem de gestionare a traficului                     | |                    |
| 28                                                    | Oraș deservit: Seeheim-Jugenheim.                                                                             |                    |
|                                                       | Pod linia feroviară Frankfurt am Main–Heidelberg (50 m).                                                      |                    |
|                                                       | Parcare: Erlensee (sens Weil am Rhein -> Niederaula).                                                         |                    |
|                                                       | Zonă de servicii: Alsbach (sens Niederaula -> Weil am Rhein).                                                 |                    |
|                                                       | Parcare: Nachtweide (sens Weil am Rhein -> Niederaula).                                                       |                    |
| 29                                                    | Oraș deservit: Zwingenberg.                                                                                   |                    |
|                                                       | Parcare: Scheidweg (sens Niederaula -> Weil am Rhein).                                                        |                    |
|                                                       | Zonă de servicii: Bergstraße (sens Weil am Rhein -> Niederaula).                                              |                    |
| 30                                                    | Oraș deservit: Bensheim.                                                                                      | B 47 Autohof       |
|                                                       | Parcare: Kälberpfad (sens Weil am Rhein -> Niederaula).                                                       |                    |
| 31                                                    | Oraș deservit: Heppenheim.                                                                                    | B 460              |
|                                                       | Parcare: Fuchsbuckel (sens Niederaula -> Weil am Rhein).                                                      |                    |
|                                                       | Landul Baden-Württemberg.                                                                                     |                    |
|                                                       | Parcare (sens Weil am Rhein -> Niederaula).                                                                   |                    |
| 32                                                    | Oraș deservit: Hemsbach.                                                                                      |                    |
|                                                       | Parcare (sens Niederaula -> Weil am Rhein).                                                                   |                    |
|                                                       | Pod peste Neue Weschnitz (60 m).                                                                              |                    |
|                                                       | Pod peste Alte Weschnitz (50 m).                                                                              |                    |
| 33 Kreuz Weinheim                                     | Nod rutier între BAB 659, B 38 și BAB 5                                                                       | BAB 67 B 38        |
|                                                       | Parcare: Fliegwiese / Wachenburg (în ambele sensuri).                                                         |                    |
|                                                       | Pod linia feroviară Frankfurt am Main–Heidelberg (60 m).                                                      |                    |
| 34                                                    | Oraș deservit: Hirschberg an der Bergstraße.                                                                  |                    |
| 35                                                    | Oraș deservit: Ladenburg.                                                                                     |                    |
|                                                       | Parcare (în ambele sensuri).                                                                                  |                    |
| 36                                                    | Oraș deservit: Dossenheim.                                                                                    |                    |
|                                                       | Pod peste râul Neckar (410 m).                                                                                |                    |
| 37 Kreuz Heidelberg                                   | Nod rutier între BAB 656, B 37 și BAB 5                                                                       | BAB 656 B 37       |
|                                                       | Pod linia feroviară Frankfurt am Main–Heidelberg (70 m).                                                      |                    |
| 38                                                    | Orașe deservite: Heidelberg, Schwetzingen.                                                                    | B 535              |
|                                                       | Zonă de servicii: Hardtwald (în ambele sensuri).                                                              |                    |
|                                                       | Parcare Sternbuckel / Bandholz (în ambele sensuri).                                                           |                    |
| 39                                                    | Orașe deservite: Walldorf, Wiesloch.                                                                          | B 291              |
| 40 Kreuz Walldorf                                     | Nod rutier între BAB 6 și BAB 5                                                                               | BAB 6 E 50         |
|                                                       | Parcare: Mönchberg / Lußhardt (în ambele sensuri).                                                            |                    |
| 41                                                    | Oraș deservit: Kronau.                                                                                        |                    |
|                                                       | Parcare: Pirschpfad / Spitzenweide (în ambele sensuri).                                                       |                    |
|                                                       | Zonă de servicii: Bruchsal (în ambele sensuri).                                                               |                    |
| 42                                                    | Oraș deservit: Bruchsal.                                                                                      | B 35 Autohof       |
|                                                       | Pod linia feroviară Bruhrain și canalul Saalbach (50 m).                                                      |                    |
|                                                       | Parcare: Alte Allmend / Sonnenrand (în ambele sensuri).                                                       |                    |
|                                                       | Parcare: Kreuzlach / Höfenschlag (în ambele sensuri).                                                         |                    |
|                                                       | Parcare: Weidgraben (sens Weil am Rhein -> Niederaula).                                                       |                    |
| 43                                                    | Oraș deservit: Karlsruhe-nord.                                                                                | B 10               |
| 44                                                    | Oraș deservit: Karlsruhe-Durlach.                                                                             | B 10               |
|                                                       | Pod linia feroviară Karlsruhe–Mühlacker (250 m).                                                              |                    |
| 45                                                    | Oraș deservit: Karlsruhe-Mitte.                                                                               |                    |
| 46 Triunghiul de autostrăzi Karlsruhe                 | Nod rutier între BAB 8 și BAB 5                                                                               | BAB 8 E 52         |
| 47                                                    | Oraș deservit: Ettlingen.                                                                                     | B 3                |
|                                                       | Pod peste râul Alb (50 m).                                                                                    |                    |
| 48                                                    | Oraș deservit: Karlsruhe-sud.                                                                                 | B 3                |
|                                                       | Pod (70 m).                                                                                                   |                    |
|                                                       | Parcare: Silbergrund / Schleifweg (în ambele sensuri).                                                        |                    |
|                                                       | Pod linia feroviară Rheintal.                                                                                 |                    |
| 49                                                    | Oraș deservit: Rastatt-nord.                                                                                  | B 462              |
|                                                       | Pod peste râul Murg (251 m).                                                                                  |                    |
|                                                       | Pod linia feroviară Rheintal (70 m).                                                                          |                    |
| 50                                                    | Oraș deservit: Rastatt-sud.                                                                                   | B 3                |
|                                                       | Zonă de servicii: Baden-Baden (sens Niederaula -> Weil am Rhein).                                             |                    |
| 51                                                    | Oraș deservit: Baden-Baden.                                                                                   | B 500              |
|                                                       | Zonă de servicii: Bühl (sens Weil am Rhein -> Niederaula).                                                    |                    |
|                                                       | Parcare: Oberfeld (sens Niederaula -> Weil am Rhein).                                                         |                    |
| 52                                                    | Oraș deservit: Bühl.                                                                                          |                    |
|                                                       | Parcare: Brachfeld (sens Weil am Rhein -> Niederaula).                                                        |                    |
|                                                       | Parcare: Feldmatt (sens Niederaula -> Weil am Rhein).                                                         |                    |
| 53                                                    | Oraș deservit: Achern.                                                                                        | Autohof            |
|                                                       | Pod peste râul Rench (70 m).                                                                                  |                    |
|                                                       | Zonă de servicii: Renchtal (în ambele sensuri).                                                               |                    |
| 54                                                    | Oraș deservit: Appenweier.                                                                                    | B 28 E 52          |
|                                                       | Pod peste râul Kinzig (100 m).                                                                                |                    |
|                                                       | Parcare: Gottswald / Waldmatten (în ambele sensuri).                                                          |                    |
| 55                                                    | Oraș deservit: Offenburg.                                                                                     | B 22a E 531        |
|                                                       | Parcare: Höfen / Korb (în ambele sensuri).                                                                    |                    |
|                                                       | Parcare: Unditz / Schutter (în ambele sensuri).                                                               |                    |
|                                                       | Parcare: Kürzell / Gerstenmatt (în ambele sensuri).                                                           |                    |
| 56                                                    | Oraș deservit: Lahr/Schwarzwald, Aeroportul Lahr.                                                             | B 415              |
|                                                       | Parcare: Limbruch (sens Weil am Rhein -> Niederaula).                                                         |                    |
|                                                       | Zonă de servicii: Mahlberg (în ambele sensuri).                                                               |                    |
| 57a                                                   | Oraș deservit: Ettenheim.                                                                                     | Autohof            |
| 57b                                                   | Oraș deservit: Rust.                                                                                          |                    |
| 58                                                    | Oraș deservit: Herbolzheim.                                                                                   | Autohof            |
|                                                       | Pod peste râul Elz.                                                                                           |                    |
|                                                       | Parcare: Kreuzfeld / Erlenspitz (în ambele sensuri).                                                          |                    |
|                                                       | Parcare: Elz / Ziegelei (în ambele sensuri).                                                                  |                    |
|                                                       | Pod peste râul Elz.                                                                                           |                    |
| 59                                                    | Oraș deservit: Riegel am Kaiserstuhl.                                                                         |                    |
|                                                       | Pod peste râul Elz (110 m).                                                                                   |                    |
|                                                       | Parcare: Ferner (sens Weil am Rhein -> Niederaula).                                                           |                    |
|                                                       | Parcare: Berschig (sens Niederaula -> Weil am Rhein).                                                         |                    |
| 60                                                    | Oraș deservit: Teningen.                                                                                      |                    |
|                                                       | Parcare: Hölzle (sens Weil am Rhein -> Niederaula).                                                           |                    |
|                                                       | Parcare: Am Glotterbach (sens Niederaula -> Weil am Rhein).                                                   |                    |
| 61                                                    | Oraș deservit: Freiburg im Breisgau-nord.                                                                     | B 294              |
|                                                       | Zonă de servicii: Schauinsland (sens Niederaula -> Weil am Rhein).                                            |                    |
|                                                       | Pod Dreisam (80 m).                                                                                           |                    |
| 62                                                    | Oraș deservit: Freiburg im Breisgau-Mitte.                                                                    | B 31a              |
|                                                       | Parcare: Moos / Schlatthof (sens Niederaula -> Weil am Rhein).                                                |                    |
| 63                                                    | Oraș deservit: Freiburg im Breisgau-sud.                                                                      | B 31               |
|                                                       | Zonă de servicii: Breisgau (sens Weil am Rhein -> Niederaula).                                                |                    |
| 64a                                                   | Oraș deservit: Bad Krozingen.                                                                                 | B 31 Autohof       |
|                                                       | Parcare: Seltenbach (în ambele sensuri).                                                                      |                    |
|                                                       | Parcare: Hardt (sens Weil am Rhein -> Niederaula).                                                            |                    |
|                                                       | Parcare: Sandbuck / Neustock (în ambele sensuri).                                                             |                    |
| 64b                                                   | Oraș deservit: Hartheim am Rhein / Heitersheim.                                                               | Autohof            |
|                                                       | Parcare: Streitkopf / Köpfle (în ambele sensuri).                                                             |                    |
|                                                       | Parcare: Neuenburg (în ambele sensuri).                                                                       |                    |
| 65                                                    | Oraș deservit: Müllheim / Neuenburg am Rhein.                                                                 | B 378 Autohof      |
|                                                       | Parcare: Blauenblick / Weidengrien (în ambele sensuri).                                                       |                    |
| 66 Dreieck Neuenburg                                  | Nod rutier între BAB 5 (Bretea de frontieră Germania/Franța) și BAB 5                                         | BAB 5              |
|                                                       | Pod peste Rin (250 m).                                                                                        |                    |
| Punct de trecere a frontierei Neuenburg / Ottmarsheim | Nod rutier între A36 și BAB 5: Mulhouse                                                                       | A36 E 54           |
|                                                       | Parcare: Galgenloch (sens Weil am Rhein -> Niederaula).                                                       |                    |
|                                                       | Zonă de servicii: Bad Bellingen (sens Niederaula -> Weil am Rhein).                                           |                    |
|                                                       | Parcare: Fischergrund / Rheinaue (în ambele sensuri).                                                         |                    |
| 67                                                    | Oraș deservit: Efringen-Kirchen.                                                                              |                    |
|                                                       | Pod peste Kander.                                                                                             |                    |
| 68 Dreieck Weil am Rhein                              | Nod rutier între BAB 98 și BAB 5                                                                              | BAB 98 E 54        |
|                                                       | Parcare: Krebsbach (sens Weil am Rhein -> Niederaula).                                                        |                    |
| 69                                                    | Oraș deservit: Weil am Rhein / Huningue.                                                                      | B 532              |
|                                                       | Zonă de servicii: Weil am Rhein (sens Weil am Rhein -> Niederaula).                                           |                    |
|                                                       | Control vamal Weil am Rhein.                                                                                  |                    |
|                                                       | Zonă de servicii elvețiană: Basel-Weil (sens Niederaula -> Weil am Rhein).                                    |                    |
|                                                       | Frontiera dintre Germania și Elveția.                                                                         |                    |
|                                                       | Podul Weil am Rhein–Basel.                                                                                    |                    |
| A2 E35                                                | |                    |